# Victor Nelsson
Victor Nelsson (Hornbæk, 14 de octubre de 1998) es un futbolista danés que juega en la demarcación de defensa para el Galatasaray S. K. de la Superliga de Turquía.

## Biografía
Tras empezar a formarse como futbolista a los 12 años con el F. C. Nordsjælland, finalmente hizo su debut con el primer equipo el 12 de septiembre de 2016 en un partido de la Superliga de Dinamarca contra el Aarhus GF tras sustituir a Mathias Jensen en el minuto 87. Su primer gol con el club lo anotó el 15 de abril de 2018 contra el F. C. Midtjylland en la Superliga de Dinamarca. El 5 de julio de 2019 se fue traspasado al F. C. Copenhague. En este equipo estuvo algo más de dos años en los que jugó 87 partidos, abandonándolo en agosto de 2021 para marcharse al Galatasaray S. K. turco.
El 3 de febrero de 2025, tras haber disputado más de cien encuentros con el conjunto otomano, fue cedido a la A. S. Roma.

## Selección nacional
Tras haber sido internacional en categorías inferiores, el 11 de noviembre de 2020 debutó con la selección absoluta de Dinamarca en un amistoso ante Suecia que finalizó con victoria por 2-0.

## Clubes
| Club                | País      | Año       | Partidos | Goles |
| ------------------- | --------- | --------- | -------- | ----- |
| F. C. Nordsjælland  | Dinamarca | 2016-2019 | 97       | 2     |
| F. C. Copenhague    | Dinamarca | 2019-2021 | 87       | 1     |
| Galatasaray S. K.   | Turquía   | 2021-2025 | 144      | 4     |
| A. S. Roma (cedido) | Italia    | 2025      | 5        | 0     |
| Galatasaray S. K.   | Turquía   | 2025-     |          |       |

## Palmarés

### Campeonatos nacionales
| Título               | Club              | País    | Año  |
| -------------------- | ----------------- | ------- | ---- |
| Superliga de Turquía | Galatasaray S. K. | Turquía | 2023 |
| Supercopa de Turquía | Galatasaray S. K. | Turquía | 2023 |
| Superliga de Turquía | Galatasaray S. K. | Turquía | 2024 |